# 村上佳菜子
村上佳菜子（日语：／ Murakami Kanako；1994年11月7日—）是一位日本女子花式溜冰選手。
她曾獲得2010-11年国际滑冰联盟花样滑冰大奖赛总决赛銅牌，2014年四大洲花式滑冰錦標賽金牌，2010年世界青年花式滑冰錦標賽金牌，2009-10年花式滑冰大獎賽總決賽青少年組金牌和四次日本花式溜冰錦標賽獎牌（2011年與2012年獲得銅牌，2013年與2014年獲得銀牌) 。

## 生平

### 早期
村上佳菜子於1994年11月7日出生在愛知縣名古屋市中區，三歲開始學習溜冰。她畢業於中京大学附屬中京高等学校，目前就讀中京大学。
在2005-06年賽季，村上佳菜子參加日本花式溜冰錦標賽菜鳥B組，並獲得銀牌。她因為獲得銀牌，獲得加迪納春季錦標賽參賽資格，並獲得初級組冠軍。村上佳菜子在2006-07年日本花式溜冰錦標賽初級A組獲得第7名，並於2007-08年日本花式溜冰錦標賽初級A組獲得第5名。

### 2008-09年賽季
村上佳菜子在2008-09年賽季參加了世界青年花式滑冰大獎賽。她在西班牙馬德里獲得銅牌，之後在英國謝菲爾德贏得金牌。她在2008-09世界青年花式滑冰大獎賽總決賽獲得第4名。
在參加大獎賽總決賽前，村上佳菜子在日本青少年花式溜冰錦標賽獲得銅牌（短節目第7名，自由滑第1名）。
在日本青少年花式溜冰大獎賽總決賽中，她分別在短曲項目及長曲項目獲得第2名及第3名，總分為第4名。村上在2008-09年日本花式溜冰錦標賽短曲項目及長曲項目獲得第7名及第8名，總分為第7名。

### 2009-10年賽季
村上佳菜子在2009-10年賽季獲得世界青年花式滑冰大獎賽優勝，晉級世界青年花式滑冰大獎賽總決賽。她也獲得贏得日本青少年花式溜冰錦標賽冠軍。她在花式溜冰錦標賽名列第五名，落後於淺田真央、鈴木明子、中野友加里和安藤美姬。她在2010年世界花式溜冰青年錦標賽獲得金牌，她在短曲項目及長曲項目分別排名第一與第二名。

### 2010-11年賽季
村上佳菜子在該賽季參加國際滑冰聯盟花樣滑冰大獎賽日本站和國際滑冰聯盟花樣滑冰大獎賽美國站。
村上佳菜子在2010年國際滑冰聯盟花樣滑冰大獎賽日本站獲得銅牌，分別在短曲項目（56.10分）及長曲項目（94.06分）排名第二與第五名，總分為150.16分。她在比賽中完成後外點冰三周跳－後外點冰三周跳組合動作。
村上佳菜子在2010年國際滑冰聯盟花樣滑冰大獎賽美國站獲得金牌，在短曲項目（54.75分）及長曲項目（110.18分）皆排名第二名，總分為164.93分。
她在國際滑冰聯盟花樣滑冰大獎賽總決賽獲得銅牌，分別在短曲項目（61.47分）及長曲項目（117.12分）排名第三與第二名，總分為178.59分。

### 2011-12年賽季
村上佳菜子在該賽季參加國際滑冰聯盟花樣滑冰大獎賽中國站和國際滑冰聯盟花樣滑冰大獎賽法國站。她在國際滑冰聯盟花樣滑冰大獎賽中國站獲得第6名，總分為150.20分。她在國際滑冰聯盟花樣滑冰大獎賽法國站獲得第4名，總分為161.31分。
村上佳菜子在2011年日本花式溜冰錦標賽第二次獲得銅牌，並入選國家代表隊，將參加2012年世界花式溜冰錦標賽。她在2012年四大洲錦標賽獲得第四名。村上佳菜子在2012年世界花式溜冰錦標賽獲得第5名。她在2012年國際滑冰聯盟團體世界盃代表日本出賽，分別在短曲項目及長曲項目排名第三與第八名，總分為第六名。

### 2012-13年賽季
村上佳菜子在該賽季參加國際滑冰聯盟花樣滑冰大獎賽加拿大站，獲得銅牌。她於下一個賽事國際滑冰聯盟花樣滑冰大獎賽俄羅斯站獲得第四名。村上佳菜子在日本花式溜冰錦標賽獲得銀牌。村上佳菜子在2013四大洲錦標賽奪得銅牌，金牌和銀牌分別是淺田真央和鈴木明子。村上佳菜子在2013年世界花式溜冰錦標賽上獲得第四名，總分189.73分是個人最佳成績。

### 2013-14年賽季
村上佳菜子在該賽季參加國際滑冰聯盟花樣滑冰大獎賽中國站，並獲得第四名。她在2013-14年日本花式溜冰錦標賽獲得第二名，僅落後於鈴木明子。她分別在短曲項目及長曲項目獲得67.42分與135.10分，總和為202.52分。村上佳菜子在2014年四大洲錦標賽創下196.91分個人最佳成績，長曲項目132.18分也是個人最佳成績。她在索契冬季奧運出場，分別在短曲項目及長曲項目排名第15與第12名，總分為第12名。她在2014年世界花式溜冰錦標賽排名第10名。

### 2014-15年賽季
村上佳菜子在該賽季參加國際滑冰聯盟花樣滑冰大獎賽中國站和國際滑冰聯盟花樣滑冰大獎賽日本站。
她在日本花樣滑冰公開賽獲得第四名，得分為114.38分。
村上佳菜子在國際滑冰聯盟花樣滑冰大獎賽中國站獲得銅牌，在短曲項目（60.44分）及長曲項目（108.95分）都排名第三名，總分為169.39分。村上佳菜子在國際滑冰聯盟花樣滑冰大獎賽日本站獲得第四名，分別在短曲項目（64.38分）及長曲項目（108.71分）排名第三與第七名，總分為173.09分。
村上佳菜子在2014-15日本花式溜冰錦標賽獲得第五名，分別在短曲項目（57.55 分）及長曲項目（110.74分）排名第九與第四名，總分為168.29分。
村上佳菜子在2015年世界花式溜冰錦標賽獲得第七名，分別在短曲項目（65.48分）及長曲項目（114.18分）排名第四與第八名，總分為179.66分。

### 2015-16年賽季
村上佳菜子在2015-16年賽季參加的第一項賽事是美國花樣溜冰國際經典賽，她以第七名完成賽事。村上在該賽季還參加了國際滑冰聯盟花樣滑冰大獎賽加拿大站和國際滑冰聯盟花樣滑冰大獎賽法國站。

## 公眾活動
村上佳菜子贊助商包含愛迪達斯、兄弟工業、全日空、大塚製藥有限公司、新日本制梅納爾化妝品有限公司及一些日本公司。
她在獲得2010年世界青少年花樣滑冰錦標賽勝利後，參加許多當地活動，包括職業棒球隊中日龍的開球儀式。

## 外部連結
- kanako-murakami.com （页面存档备份，存于） （日語）
- Kanako Murakami在国际滑冰联盟的页面
- 村上佳菜子的Instagram帳戶